# Chelsea Flower Show
Il Chelsea Flower Show è la più grande ed importante esposizione floreale della Gran Bretagna. Tra le più antiche e frequentate al mondo, è organizzata annualmente dalla Royal Horticultural Society al Royal Hospital Chelsea ed è inserita tra le manifestazioni della stagione sociale.

## Storia

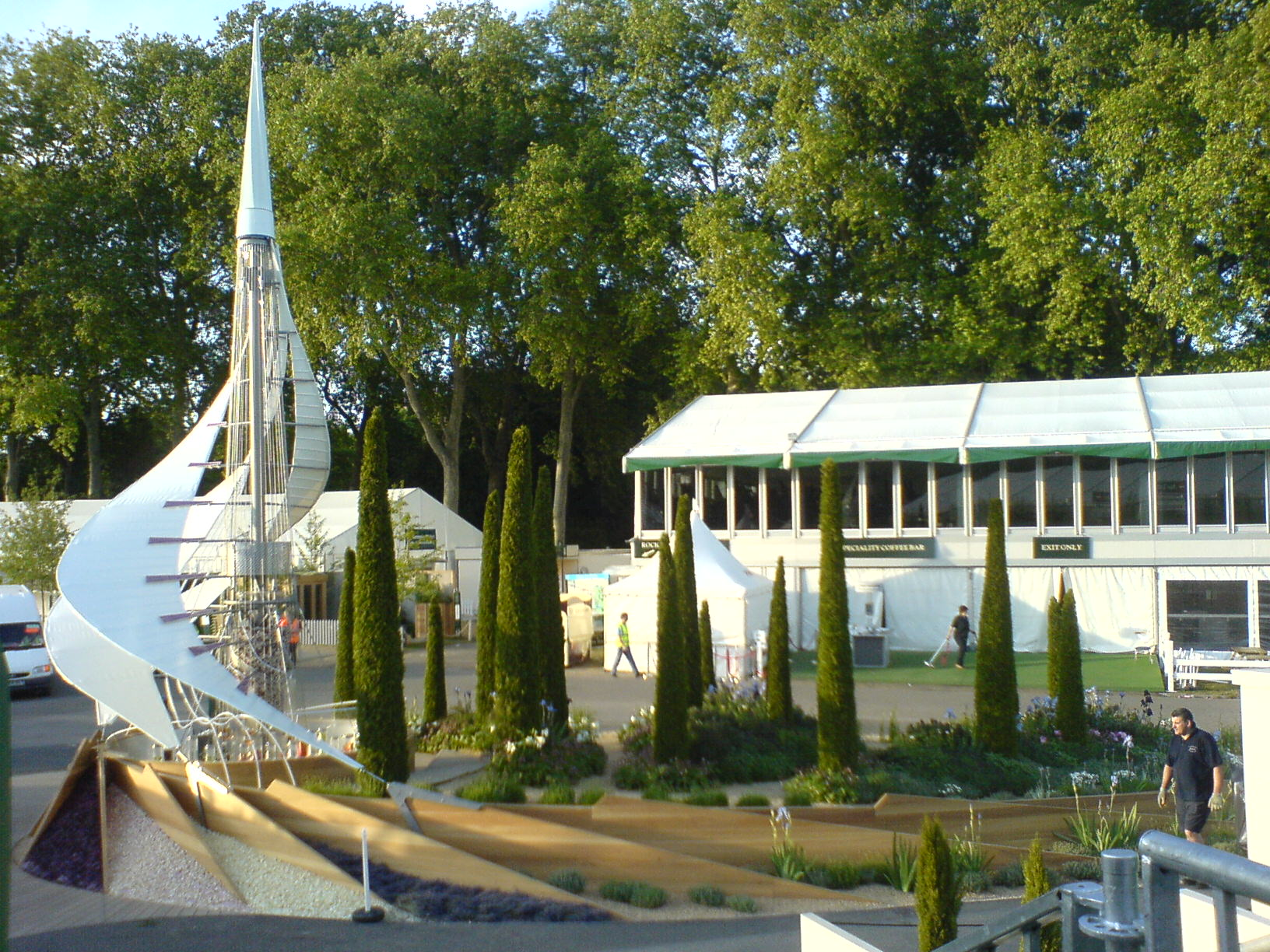
The Perfume Garden, progettato da Laurie Chetwood and Patrick Collins

L'idea di un'esposizione floreale di carattere nazionale nacque verso l'inizio dell'Ottocento. La prima Royal Horticultural Society Great Spring Show si tenne nel 1862, ai Giardini di Kensington. Precedentemente, tuttavia, la Royal Horticultural Society organizzò una mostra floreale nel 1833 presso i suoi giardini, a Chiswick.
La fiera si tenne ai Giardini di Kensington fino al 1888, quando Royal Horticultural Society decise di spostarla nel cuore di Londra. Da qui l'idea di organizzare l'esposizione ai giardini dell'Inner Temple. Fu per merito di Harry Veitch che l'esposizione, nel 1913, si spostò al Royal Hospital Chelsea, dove si tiene tuttora.
Nel 2013, in occasione del centenario del Chelsea Flower Show, per la prima volta un membro della famiglia reale ha esposto un proprio giardino. All'inaugurazione della creazione del principe Harry erano presenti la regina Elisabetta, il principe Filippo di Edimburgo ed il principe Carlo.

## Premi

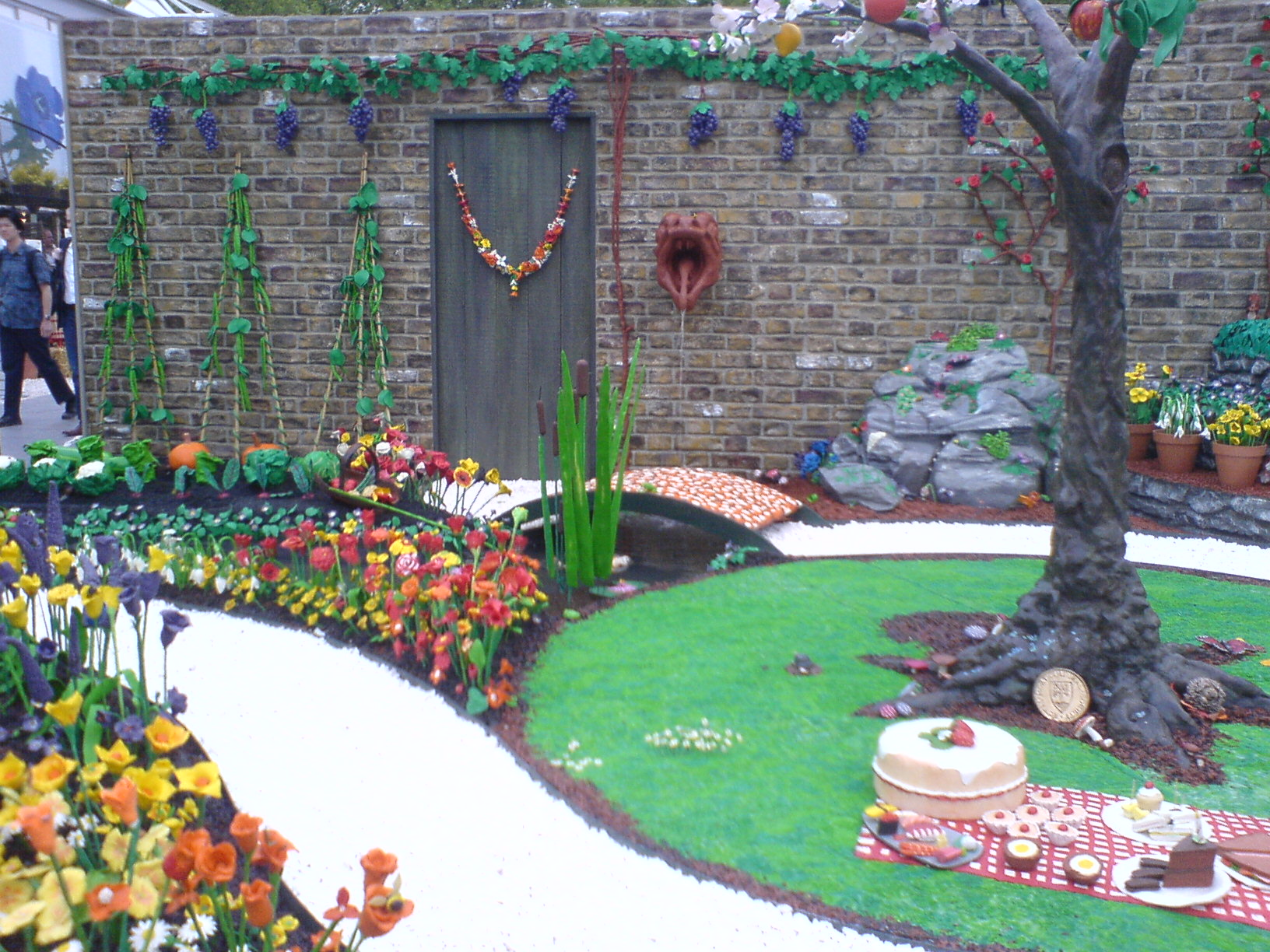
Il giardino progettato da James May

Ciascuna delle categorie per cui è previsto un premio ad ogni edizione assegna una medaglia d'oro, una d'argento dorato, una d'argento, una di bronzo.

### Categorie
- Flora Giardini ed esibizioni floreali
- Hogg Esibizioni arboree
- Knightian Esibizioni di vegetali ed erbe
- Lindley Esibizioni di specifico interesse educativo o scientifico
- Grenfell Esibizioni di quadri, fotografie, composizioni floreali

### Premi speciali
Sono inoltre assegnati, con minore frequenza, dei premi speciali.
- Best Show Garden Award
- Best Courtyard Garden Award
- Best Chic Garden Award
- Best City Garden Award
- RHS Sundries Bowl
- RHS Junior Display Trophy
- RHS Floral Arrangement Trophies
- RHS Floristry Trophies
- Show Certificates of merit
- Certificates for Junior displays
- RHS President's Award